# 雷尼里岩
71°20′S 161°20′E / 71.333°S 161.333°E
雷尼里岩（英語：Renirie Rocks），是南極洲的岩石，位於維多利亞地的彭內爾海岸，處於兩角山脈西北面18公里，長2.8公里，美國地質調查局根據測量和美國海軍拍攝的空中照片繪入地圖，現時由南極條約體系管理。